# Shiri Maimon

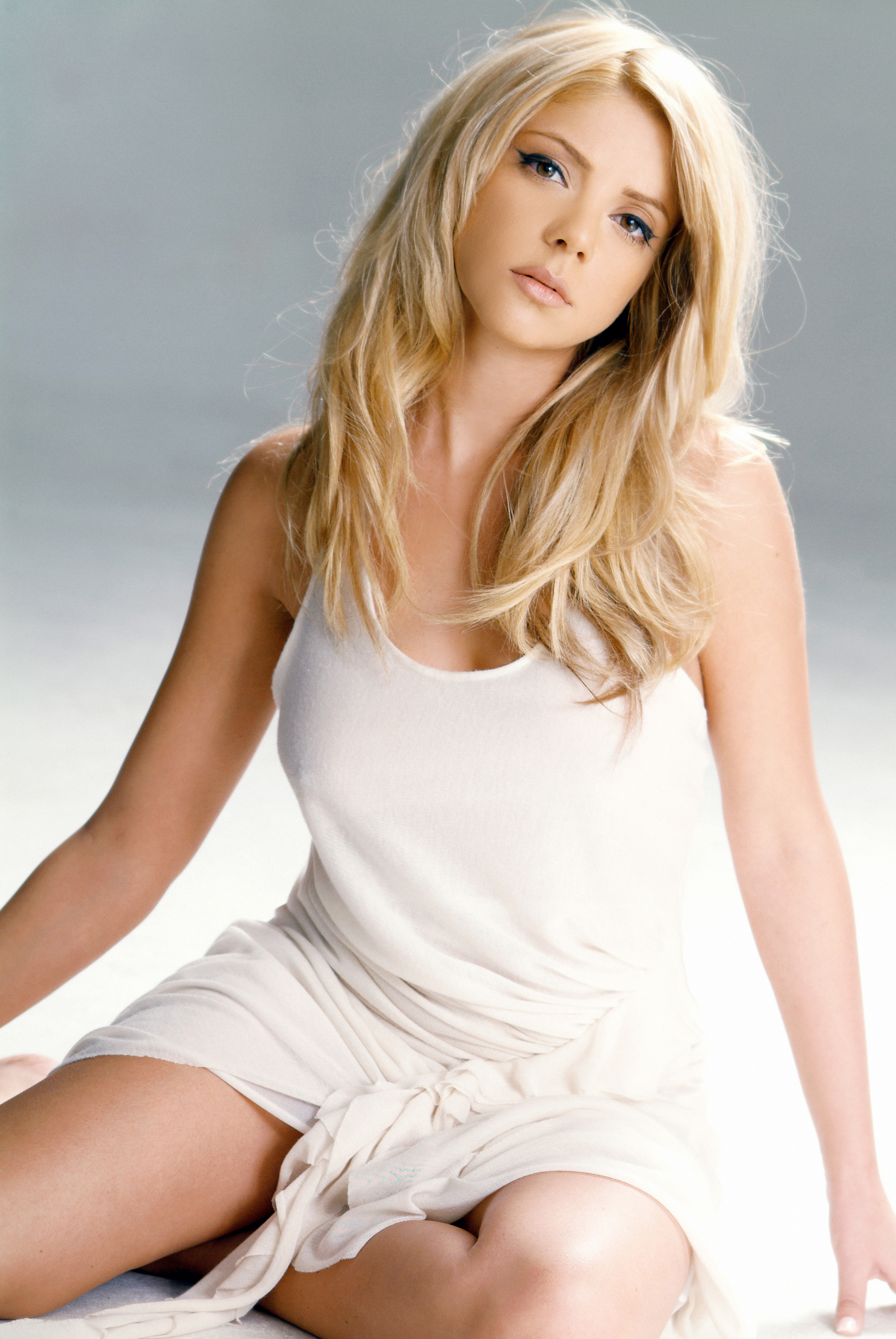
Shiri Maimon

Shiri Maimon (em hebraico: שירי מימון, nascida 17 de maio de 1981) é uma cantora pop, apresentadora de TV e atriz israelita, que chegou à fama depois de terminar em segundo lugar na primeira série de Kokhav Nolad, a versão israelita de a série Idol.
Após isso, ela lançou seu primeiro single, "Ad She'tavin Oti". Enquanto trabalhava no seu álbum de estréia, ela era uma apresentadora de um programa de TV diário popular em Israel, EXIT. Ela participou em Kdam, a final nacional israelita e ganhou, passando a representar Israel no Festival Eurovisão da Canção 2005, em Kiev, terminando em 4 º lugar com a canção "Hasheket Shenish'ar".
Em setembro de 2005, Maimon lançou seu álbum de estréia, Shiri Maimon, que ganhou disco de ouro dentro de alguns meses, vendendo mais de 20.000 cópias. Em janeiro de 2008 seu segundo álbum Rega Lifney She... (um pouco antes...) foi lançado. Ela acabou por vencer um MTV Europe Award para Melhor Artista israelita e competiu em Liverpool para a "Europe’s Favourite Act". Ela terminou em 3.º lugar, atrás do vencedor da Eurovisão 2008 Dima Bilan, e da famosa cantora britânica Leona Lewis.

## Discografia

### Álbuns
1. "Shiri Maimon" (2005)
2. "Rega Lifney She…" (2008)
3. "Standing On My Own" (2008)

### Singles
1. "Ad Shetavin Oti"
2. "Hasheket Shenish'ar"
3. "Ahava Ktana"
4. "Kama Peamim"
5. "Le'an Shelo Telchi"